# شهرستان یی (آن‌هوئی)
شهرستان یی (به انگلیسی: Yi County) یک شهرستان در چین است که در هوانگشان واقع شده‌است.